# Gan Ning

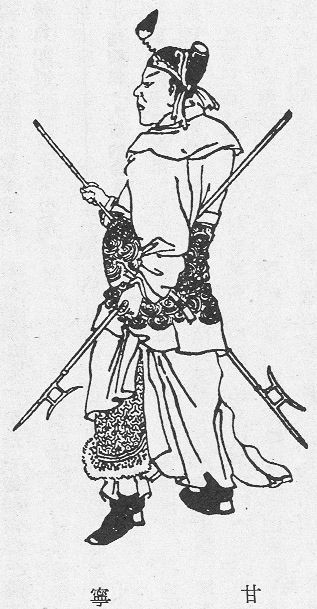
Illustration aus einer Qing-Ausgabe der Geschichte der Drei Reiche.

Gan Ning (chinesisch 甘寧 / 甘宁, Pinyin Gān Níng), Großjährigkeitsname Xingba (興霸,  Xìngbà grafische Variante 興覇; * 175; † 222), war ein General der Wu-Dynastie zur Zeit der Drei Reiche im alten China.
Er wurde in Linjiang in der Ba-Präfektur (damals unter dem Gouverneur Liu Biao) geboren. Er galt später als rau, aber anständig und bedächtig. Er war sehr tolerant und kampfbegabt; schätzte materielle Güter gering und achtete begabte Männer.
In seiner Jugend schloss sich Gan Ning einer Jugendbande an, die Glöckchen als Zeichen trug. Mit ihnen plünderte, raubte und mordete er bis in seine Zwanziger. Damals begann Gan Ning, die Schriften vieler Intellektueller zu lesen. Dadurch beschloss er, sein gesetzloses Leben hinter sich zu lassen und trat aus dem Dienst für Liu Biao aus, und schloss sich später Sun Quan an.
204 tötete er Ling Cao, den Vater von Ling Tong. Ling Tong hasste ihn dafür so sehr, dass Gan Ning ihm aus dem Weg ging. Während einer Feier gerieten die beiden aneinander und kämpften. Ein anderes Mal trug Gan Ning gerade Übungskämpfe mit einigen Offizieren aus, als Ling Tong sich einmischte. Nach diesem Zwischenfall versetzte Sun Quan Gan Ning zur Garnison bei Banzhou.
Bei der Zweiten Schlacht von Hefei (216) versöhnten sich Ling Tong und Gan Ning, nachdem Gan Ning Ling Tong vor dem Wei-General Zhang Liao gerettet hatte.
Gan Ning starb im Jahre 222 an einer Krankheit. 

## Populärkultur
Laut dem Spiel Dynasty Warriors starb er im Krieg durch einen Pfeil von Shamoke (auch Sha Moke), einem Offizier Shus. Er lag sterbend an einem Baum und tausende Krähen flogen über ihn, so als würden sie ihn schützen. Als Zhou Tai ihn gesehen hat, hat er Sha Moke verfolgt, niedergestreckt und enthauptet.
| Personendaten    | Personendaten |
| ---------------- | --- |
| NAME             | Gan, Ning |
| ALTERNATIVNAMEN  | Gān, Níng (Pinyin); Gam1, Ning4 (Jyutping); 甘寧 (chinesisch, Langzeichen); 甘宁 (chinesisch, Kurzzeichen); Xìngbà (Pinyin); Hing1ba3 (Jyutping); 興霸 (chinesisch, Langzeichen); 兴霸 (chinesisch, Kurzzeichen) |
| KURZBESCHREIBUNG | General der Wu-Dynastie |
| GEBURTSDATUM     | 175 |
| GEBURTSORT       | Linjiang |
| STERBEDATUM      | 222 |